# Duane Whitaker

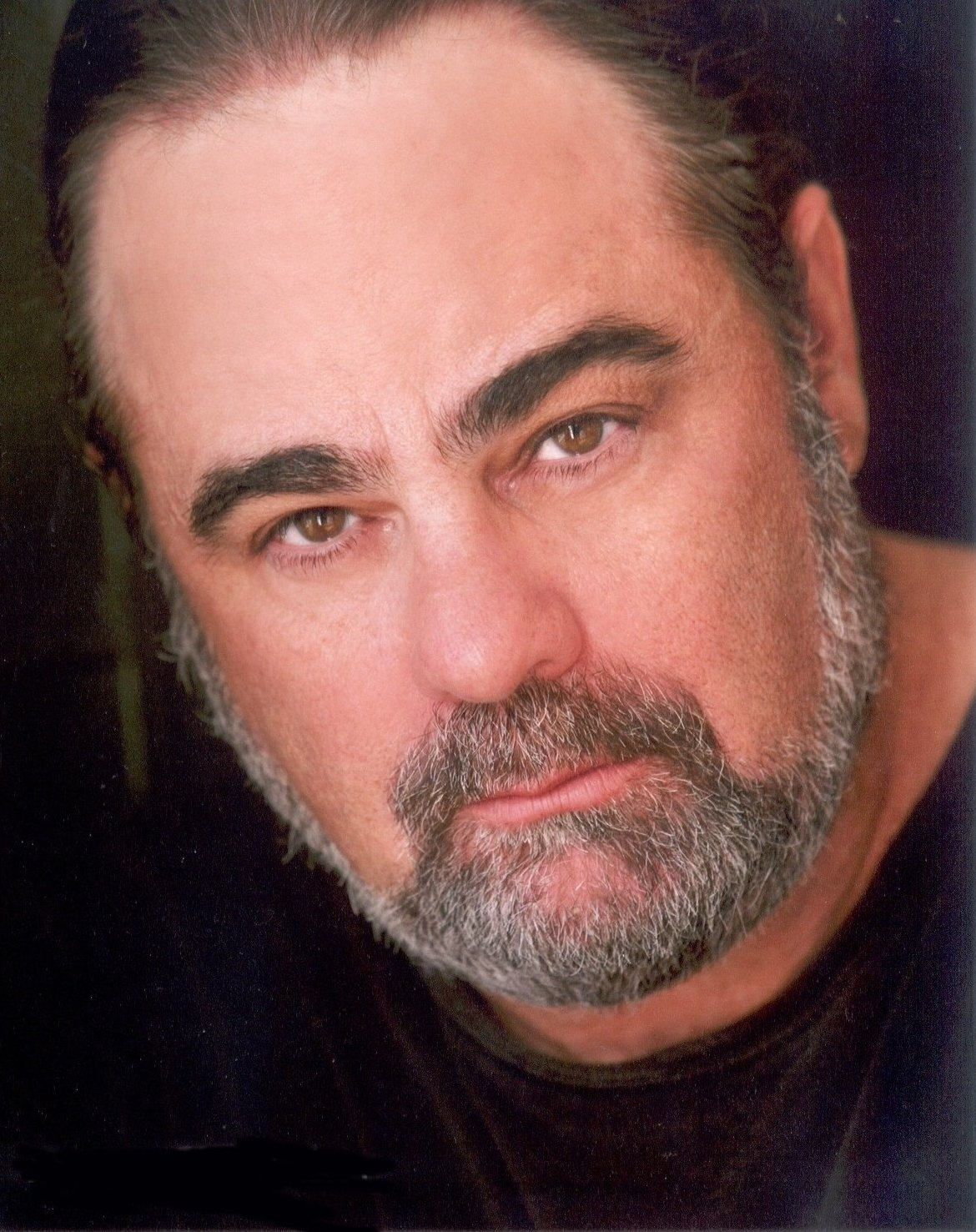
Duane Whitaker

Duane Whitaker (* 23. Juni 1959 in Abilene, Texas) ist ein US-amerikanischer Schauspieler, Drehbuchautor und Schauspiellehrer.

## Leben
Whitaker machte seine ersten Schritte in Hollywood auf der Theaterbühne und kam zu ein paar Auftritten in diversen Fernsehserien. Sein Debüt im Fernsehen gab er 1986 in der Serie Sledge Hammer!. Es folgten Auftritte in 9 to 5, L.A. Law – Staranwälte, Tricks, Prozesse, Mr. Belvedere und SideKicks – Karate Kid & Co sowie Gastspiele in Throb und Ein Engel auf Erden.
1988 folgte mit Hobgoblins schließlich sein erster Auftritt in einem Film. In den folgenden Jahren war er in einer Reihe bekannterer Film- und Fernsehproduktionen zu sehen, darunter auch in Pulp Fiction von Quentin Tarantino. 1998 gab er sein Regiedebüt bei Together and Alone, einen Film, den er auch schrieb und schnitt.
Die Zusammenarbeit Tarantino belebte er 1999 erneut in From Dusk Till Dawn 2 – Texas Blood Money. Dieser wurde von Quentin Tarantino und Robert Rodriguez produziert und Whitaker schrieb auch am Drehbuch mit.
2004 hatte er einen Gastauftritt in der Serie Medical Investigation und 2005 spielte er in Rob Zombies The Devil’s Rejects und in der Horrorkomödie Feast mit. Mit Rob Zombie arbeitete er auch 2009 an Halloween II zusammen und hatte im selben Jahr einen Auftritt in Cold Case – Kein Opfer ist je vergessen. 2012 drehte er zusammen mit Danny Trejo und Ron Perlman Bad Ass.
In den Jahren 1995 bis 2008 war er an vier Produktionen als Produzent in verschiedenen Funktionen tätig. Er arbeitet auch als Dramatiker und Schauspiellehrer. Seine Stücke werden in Los Angeles und New York City aufgeführt.

## Filmografie (Auswahl)
als Schauspieler
- 1988: Hobgoblins
- 1989: Mord ist ihr Hobby (Murder, She Wrote, Fernsehserie, 1 Folge)
- 1990: Leatherface: Texas Chainsaw Massacre III
- 1992: Eddie Presley
- 1994: Pulp Fiction
- 1995: Stripteaser
- 1998: Together and Alone
- 1999: From Dusk Till Dawn 2 – Texas Blood Money
- 2004: Medical Investigation (Fernsehserie, 1 Folge)
- 2005: The Devil’s Rejects
- 2005: Feast
- 2008: Trailer Park of Terror
- 2009: Albino Farm
- 2009: Halloween II
- 2009: Cold Case – Kein Opfer ist je vergessen (Fernsehserie, 1 Folge)
- 2011: Kinder des Zorns: Genesis – Der Anfang (Children of the Corn: Genesis)
- 2012: Bad Ass

als Drehbuchautor
- 1992: Eddie Presley
- 1995: Stripteaser
- 1998: Together and Alone
- 1999: From Dusk Till Dawn 2 – Texas Blood Money